# Парень из фирмы «Кока-Кола»
Парень из фирмы «Кока-Кола» (англ. The Coca-Cola Kid) — комедийный фильм 1985 года режиссёра Душана Макавеева, с Эриком Робертсом и Гретой Скакки в главных ролях. Премьера состоялась 14 июля 1985 года (США)

## Сюжет
Эксцентричный маркетинговый гуру (Эрик Робертс) посещает филиал Coca-Cola в Австралии, чтобы попробовать увеличить проникновение знаменитого напитка на местный рынок. Он узнает, что в местной долине старик изготовляет свои собственные безалкогольные напитки, и отправляется туда, чтобы увидеть «производство». Ситуация ещё больше запутывается, когда кокакольщик начинает влюбляться в дочь старика.

## В ролях
- Эрик Робертс — Беккер
- Грета Скакки — Терри
- Билл Керр — Джордж Макдауэлл
- Стив Додд — мистер Джо
- Крис Хейвуд — Ким
- Крис МакКвейд — Джулиана

## Награды и номинации
- Номинант Каннского кинофестиваля 1985 года.